# George Will
George Frederick Will (4 maggio 1941) è un giornalista statunitense, insignito del Premio Pulitzer nel 1977, e personalità della ABC.